# Marjorie (canción)
«Marjorie» (estilizado en minúsculas) es una canción de la cantautora estadounidense Taylor Swift. Es la decimotercera canción de su noveno álbum de estudio Evermore (2020), que fue lanzado el 11 de diciembre de 2020 a través de Republic Records.
Como tributo a la difunta abuela y cantante de ópera de Swift, Marjorie Finlay, la canción describe los consejos de Finlay a su nieta y la culpa de Swift por no conocer a fondo a su abuela materna. Incorpora sintetizadores de combustión lenta, cuerdas y muestras de las voces operísticas de Finlay. Tras el lanzamiento de Evermore, «Marjorie» recibió elogios generalizados de la crítica, con elogios por su emoción, lirismo y producción. Muchos críticos seleccionaron la canción como lo más destacado del álbum y la llamaron una de las canciones más conmovedoras de Swift. Comercialmente, «Marjorie» alcanzó el número 16 en la lista Billboard Hot Rock & Alternative Songs y entró en varias otras listas a nivel mundial.

## Antecedentes y composición

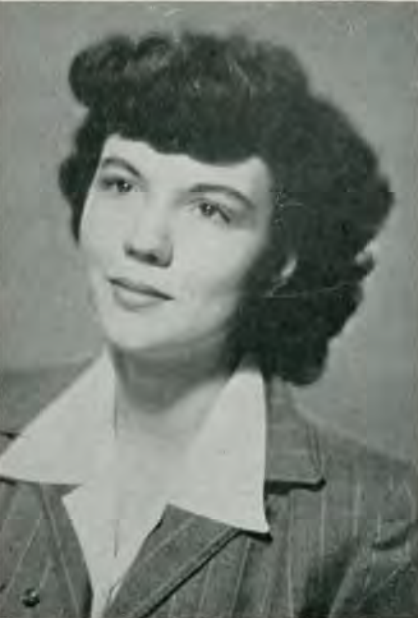
Marjorie Finlay, abuela materna de Taylor Swift, en 1949

Antes de lanzar su noveno álbum de estudio, Evermore, Swift mencionó que una de sus canciones sería sobre su abuela materna. La canción, con su video, se lanzó el 11 de diciembre de 2020 como la decimotercera pista del álbum. Es un homenaje a su abuela materna, Marjorie Finlay, quien nació en Memphis, el 5 de octubre de 1928 y murió el 1 de junio de 2003 en Reading. Finlay inspiró a Swift a seguir una carrera musical.
La letra de la canción está estructurada como cánticos, compuesta por lecciones de vida que Swift aprendió de Finlay. La canción también describe el dolor y la culpa que Swift sintió por la memoria de su abuela. La producción de la canción se caracteriza por zumbidos de sintetizadores, cuerdas, pedales, pulsos, violonchelos y arreglos de teclados, terminando con un elegante outro. «Marjorie» samplea la voz de Finlay en los coros, y es una canción hermana de «Epiphany», la decimotercera pista del octavo álbum de estudio de Swift, Folklore, sobre su abuelo paterno, Dean.

### Composición y producción
«Marjorie» fue la precursora de «Peace», la decimoquinta canción de Folklore; el pedal en «Peace» es un sample del pedal en el puente de «Marjorie». El ritmo de acompañamiento de la canción se compuso a partir de un «generador de Hi hat Allovers», un software creado por el productor Ryan Olson que toma cualquier sonido y lo divide en muestras identificables, reorganizando las muestras en patrones musicales aleatorios. Aaron Dessner, quien coescribió y produjo la canción, escogió sus patrones favoritos, los repitió y los convirtió en una pista instrumental. Swift escribió «Marjorie» con la pista de Dessner, y Swift le proporcionó a Dessner las viejas grabaciones de ópera de Finlay, que se incluyeron en la parte final de la canción.

## Recepción
«Marjorie» recibió elogios de la crítica. La crítica de The A.V. Club, Annie Zaleski, elogió a «Marjorie» por su lirismo desgarrador y su producción «angustiada», y la nombró una de las mejores canciones de Swift hasta la fecha. La escritora de NME, Hannah Mylrea, pensó que la canción representa efectivamente el agravio y la culpa compleja que está ligada a él. Madeline Crone de American Songwriter elogió la letra de la canción y las «imágenes vívidas» que evoca. Encontró su final «etéreo», con la ayuda de la voz operística de Finlay. Maura Johnston, escribiendo para Entertainment Weekly, opinó que el zumbido de los sintetizadores, las cuerdas y la voz «revoloteante» de Finlay dan vida a la voz emocional de Swift. Chris Willman de Variety afirmó que «Marjorie» «dejará un ojo seco solo en casas que nunca han conocido la muerte», y las débiles muestras de audio de la voz de Finlay son la «pieza de resistencia» de la conmoción de la canción.
Ellen Johnson de Paste elogió la canción como una de las mejores canciones de Swift de todos los tiempos, y escribió que su «sabiduría ganada con tanto esfuerzo» en la canción la convierte en la pista más representativa de lo que es Evermore: «un disco íntimo y pacífico». En su reseña de Evermore, Patrick Ryan de USA Today destacó a «Marjorie» como un «tributo desgarrador». La escritora de Rolling Stone, Claire Shaffer, nombró a «Marjorie» como la pieza central de Evermore, una «pieza brillante y devastadora de la creación de canciones, un clásico instantáneo en el canon de Swift», y la comparó con el sencillo de Swift de 2012 «Ronan», elogiando las habilidades de la cantante. Shaffer agregó que no podía pensar en otra canción que «capte tan perfectamente la tragedia de perder a un ser querido cuando eres demasiado joven como para conocer todo su valor».
Stephen Erlwine de AllMusic opinó que Evermore alcanza su crescendo en «Marjorie». Tom Breihan de Stereogum comentó que Swift reflexiona sobre «Marjorie» el tipo de pérdida y arrepentimiento que «realmente solo puedes sentir cuando alguien muere». Jon Pareles de The New York Times elogió la instrumentación de la canción: producción electrónica «brillante» enriquecida con sutiles cuerdas de pizzicato. Punch Liwanag del Manila Bulletin calificó la canción como una «balada maravillosamente emotiva». El periodista musical Rob Sheffield la colocó en el noveno lugar en su ranking de 2021 de las 199 canciones en la discografía de Swift.

## Desempeño comercial
En los Estados Unidos, «Marjorie» debutó y alcanzó el puesto 75 en el Billboard Hot 100. La canción también alcanzó el puesto 16 en la lista Hot Rock & Alternative Songs, permaneciendo durante tres semanas, y alcanzó el puesto 56 en la lista Top 100 de Rolling Stone. A nivel internacional, alcanzó el puesto 66 en la lista Billboard Global 200 y el puesto 129 en la lista Global 200 excluyendo a Estados Unidos. En otros países, la canción alcanzó el puesto 57 en el ARIA Singles Chart de Australia, el 48 en el Canadian Hot 100 y el número 94 en el UK Streaming Chart del Reino Unido.

## Créditos y personal
Créditos adaptados de Pitchfork:
- Taylor Swift - voz principal, compositora
- Aaron Dessner − productor, compositor, grabador, programación de caja de ritmos, pedal, bajo sintetizado, piano, guitarra acústica
- Justin Vernon - coros, prophet-5
- Marjorie Finlay - coros
- Jonathan Low - grabador vocal, mezclador
- Bryce Dessner - orquestador
- Greg Calbi - masterización
- Steve Fallone - masterización
- Bryan Devendorf - percusión, programador de caja de ritmos
- Ryan Olson - Generador de Hi-Hat Allovers, grabadora
- Jason Treuting - palillo de acordes, percusión
- Justin McAlister - pulso de vermona
- Yuki Numata Resnick – violín
- Clarice Jensen – violonchelo

## Listas
| Lista (2020)                                            | Posición más alta |
| ------------------------------------------------------- | ----------------- |
| Australia (ARIA)                                        | 57                |
| Canadá (Canadian Hot 100)                               | 48                |
| Global 200 (Billboard)                                  | 66                |
| Reino Unido UK Audio Streaming (OCC)                    | 94                |
| Estados Unidos (Billboard Hot 100)                      | 75                |
| Estados Unidos Hot Rock & Alternative Songs (Billboard) | 57                |
| US Rolling Stone Top 100                                | 56                |